# Марсел Дину
Марсел Дину (на румънски: Marcel Dinu) е румънски дипломат.

## Биография
Роден е на 24 юли 1935 година в град Силистра, тогава в Румъния.
Завършил е висшето си образование в Букурещкия университет.
В периода между 1997 и 1999 година е извънреден и пълномощен посланик на Румъния в Молдова.